# Neolitsea fuscata
Neolitsea fuscata är en lagerväxtart som först beskrevs av Thwait., och fick sitt nu gällande namn av Arthur Hugh Garfit Alston. Neolitsea fuscata ingår i släktet Neolitsea och familjen lagerväxter. Inga underarter finns listade i Catalogue of Life.